# Woolworth Building
Il grattacielo Woolworth, conosciuto anche come Woolworth Building è uno dei grattacieli più vecchi e più famosi di New York. A oltre cent'anni dalla sua costruzione è ancora uno dei cinquanta edifici più alti degli Stati Uniti e uno dei venti edifici più alti di New York.

## Storia
Fatto costruire dal magnate del commercio Frank Winfield Woolworth tra il 1910 e il 1913, dopo il completamento, data la sua somiglianza con diverse cattedrali gotiche, venne soprannominato "la cattedrale del commercio", in quanto sede dell'omonima azienda di grandi magazzini. Ristrutturato una prima volta nel 1946 e nuovamente tra il 1977 e il 1981 quando venne ridipinto con i colori che sono presenti tuttora e riammodernato per i più nuovi standard commerciali.
A seguito degli attentati dell'11 settembre 2001 l'edificio, trovandosi a poca distanza dal sito del World Trade Center, subì danni alle vetrate dopo il crollo della Torre Nord. Per giorni, inoltre, rimase inagibile a seguito del blocco dell'afflusso d'acqua e della mancanza di elettricità, causata proprio dal crollo delle due torri. Dall'agosto del 2012 è possibile inoltre acquistare degli appartamenti di lusso negli ultimi 30 piani dell'edificio. Il costo di ogni appartamento si aggira tra i due e i tre milioni di dollari.

## Caratteristiche

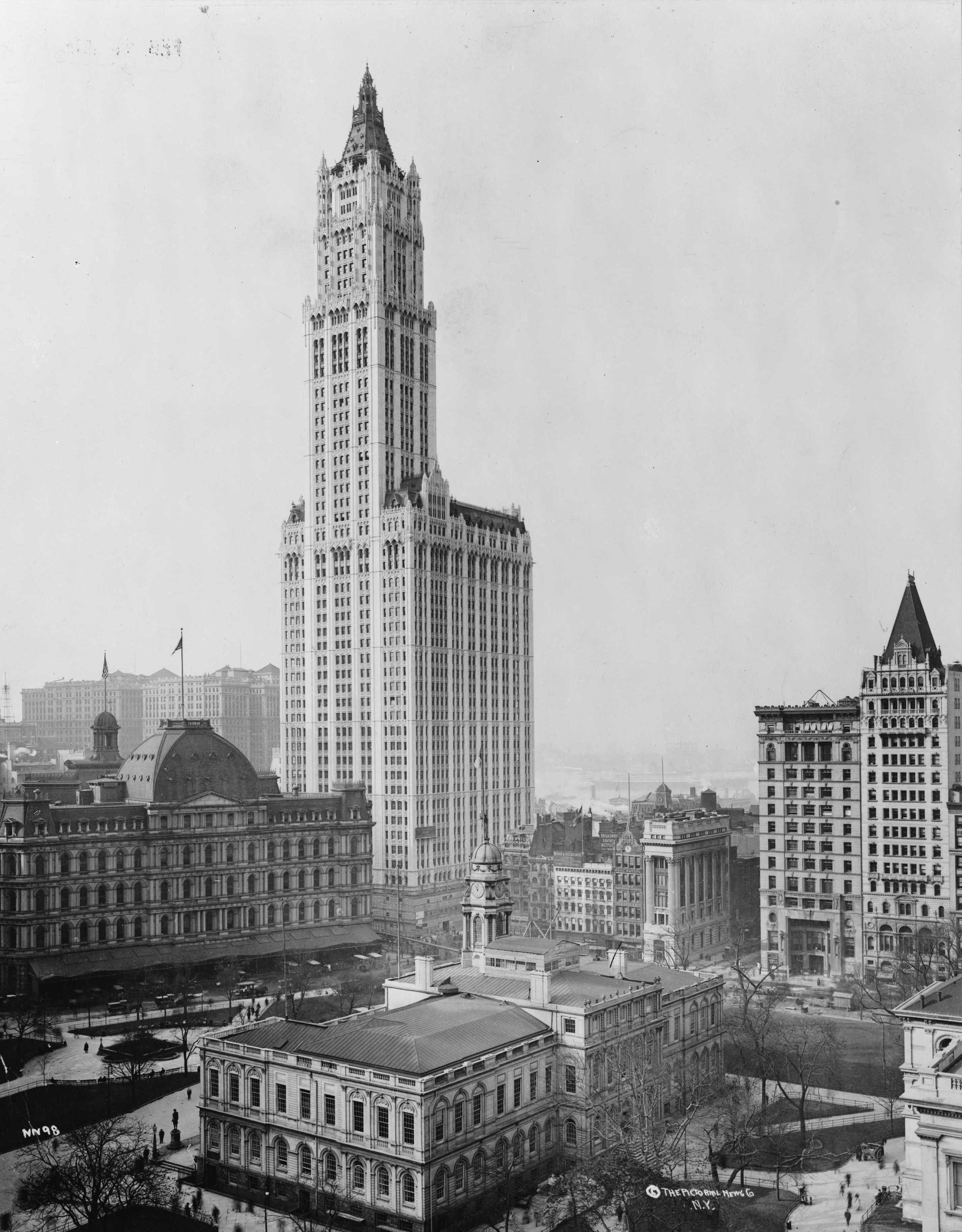
Il Woolworth Building nel 1913

Costruito in stile neogotico dall'architetto Cass Gilbert tra Park Place e Barclay Street a Lower Manhattan, davanti alla City Hall, è composto da 57 piani tutti esclusivamente occupati da uffici. Costò circa 13.500.000$ (circa 300.000.000$ moderni) e con la sua altezza vertiginosa per l'epoca si guadagnò già durante la costruzione il titolo di edificio più alto del mondo superando il Metropolitan Life Insurance Company Tower, sempre di New York.
Una delle caratteristiche degne di nota è l'altezza di ogni piano dell'edificio, circa 6 metri dal pavimento al soffitto, che per gli standard dell'epoca era una sostanziale differenza rispetto ad altri grattacieli. Infatti anche se aveva meno piani rispetto ad altri edifici era comunque un edificio notevole. Perse il titolo di grattacielo più alto al mondo nel 1930, quando venne completato il Trump Building.